# St. Johannes der Täufer (Passau)

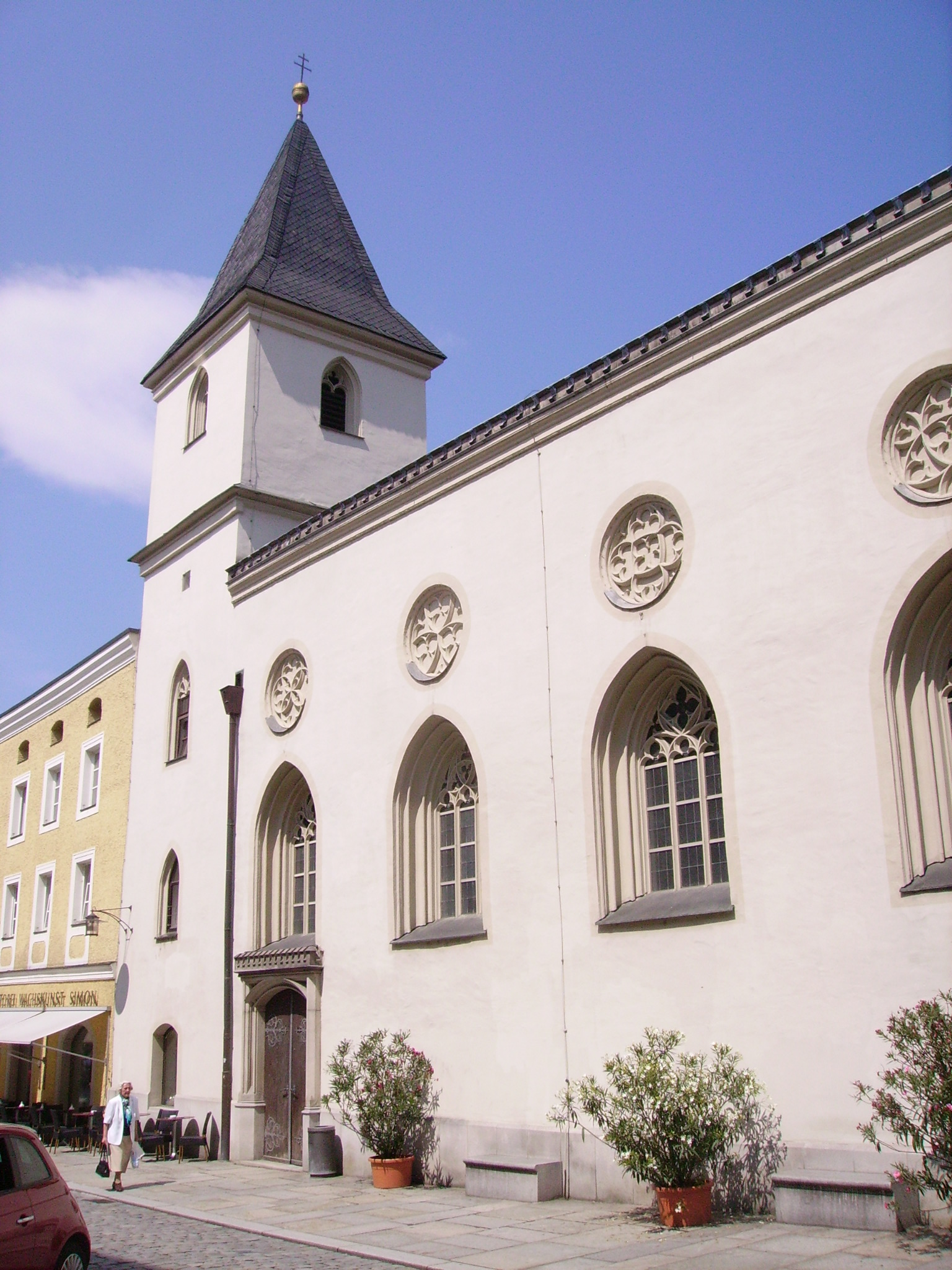
Spitalkirche St. Johannes in Passau

Die Filialkirche St. Johannes der Täufer ist eine Spitalkirche am Rindermarkt in Passau.
Im Jahr 1198 gründete das Passauer Domkapitel in der Vorstadt ein Hospital, getragen von der St.-Johannis-Spital-Stiftung. 1278 übernahm die Stadt das Spital, welches als Seniorenheim bis heute besteht.
Die Spitalkirche St. Johannes der Täufer wurde ebenfalls 1198 begonnen. Der heutige Bau stammt vor allem aus dem 14./15. Jahrhundert. Die Kirche hat zwei Schiffe mit einem Kreuzgewölbe und einer Kapelle im Norden. 1860 bis 1864 erfolgte eine Restaurierung, welche die größtenteils neugotische Ausstattung der Kirche mit sich brachte. Eine Reliefdarstellung mit Christus zwischen Maria und Johannes stammt aus dem 15. Jahrhundert.